# Schistostemon
Schistostemon é um género botânico pertencente à família Humiriaceae.

## Espécies
Composto por 9 espécies:
| - Schistostemon auyantepuiense - Schistostemon densiflorum - Schistostemon dichotomum - Schistostemon fernandezii - Schistostemon macrophyllum | - Schistostemon oblongifolium - Schistostemon reticulatum - Schistostemon retusum - Schistostemon sylvaticum |